# Oravská Poruba
Oravská Poruba (em húngaro: Poruba) é um município da Eslováquia, situado no distrito de Dolný Kubín, na região de Žilina. Tem 13,26 km² de área e sua população em 2018 foi estimada em 1.055 habitantes.

## Demografia
| Ano:        | 1994 | 2004    | 2014    | 2024   |
| ----------- | ---- | ------- | ------- | ------ |
| Broj ljudi: | 809  | 907     | 1026    | 1083   |
| Razlika:    |      | +12,11% | +13,12% | +5,55% |

| Ano:               | 2023 | 2024   |
| ------------------ | ---- | ------ |
| Número de pessoas: | 1085 | 1083   |
| Diferença:         |      | -0,18% |